# Stow cum Quy
Stow cum Quy is een civil parish in het bestuurlijke gebied South Cambridgeshire, in het Engelse graafschap Cambridgeshire met 544 inwoners.
Het is de geboorteplaats van Jeremy Collier (1650-1726), predikant en polemist. Er is een straat naar hem genoemd.

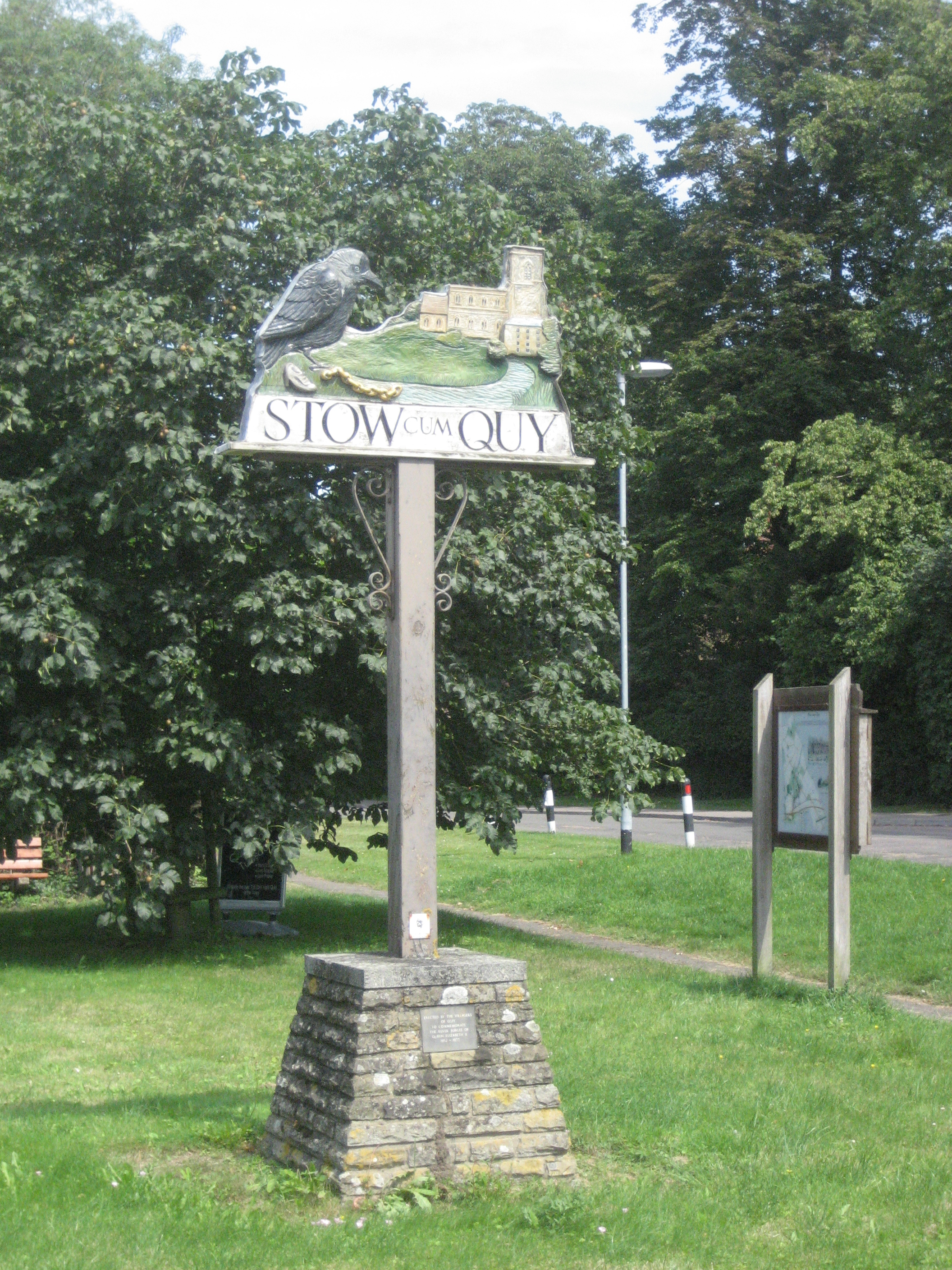
Plaatsnaambord
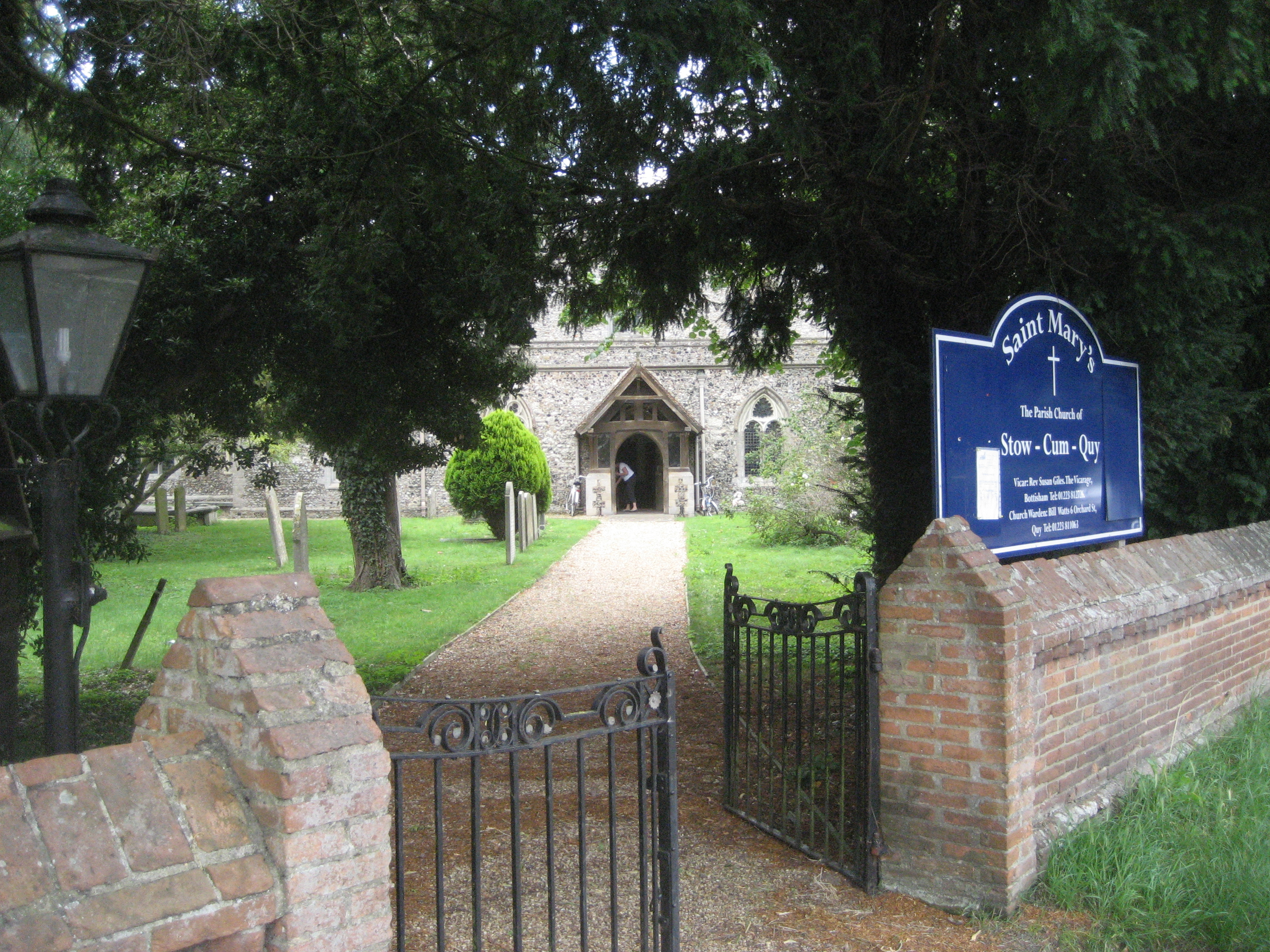
St. Mary's Church